# تروي بيركينس
تروي بيركينس (بالإنجليزية: Troy Perkins)‏ (29 يوليو 1981 سبرينغفيلد الولايات المتحدة - ) هو لاعب كرة قدم أمريكي، يلعب كحارس مرمى.

## وصلات خارجية
تروي بيركينس على موقع الدوري الأمريكي (الإنجليزية)
- تروي بيركينس على موقع قاعدة بيانات كرة القدم.إي يو (الإنجليزية)
- تروي بيركينس على موقع ناشيونال فوتبول تيمز (الإنجليزية)
- تروي بيركينس على موقع Soccerway.com (الإنجليزية)
- تروي بيركينس على موقع عالم كرة القدم.نت (الإنجليزية)
- تروي بيركينس على موقع AS.com (الإسبانية)